# راهنما

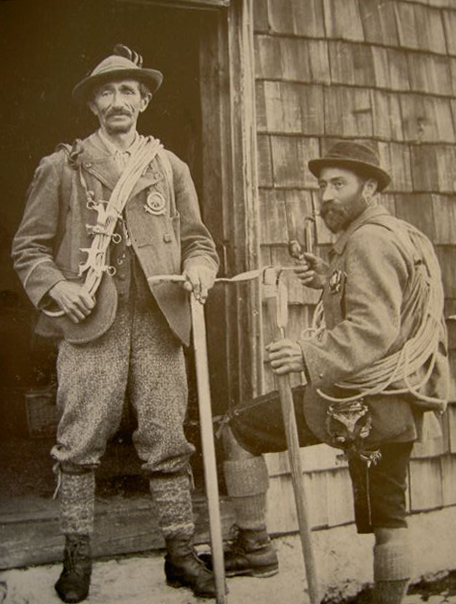
Austrian mountain guides Anselm Klotz (left) and Josef Frey (right), 19th century

راهنما به معنی نشان دهنده ٔ راه است و به شخصی که دیگران را در یافتن مسیر مناسب کمک کرده یا کسی که به گردشگران اطلاعات می‌دهد می‌گویند. 

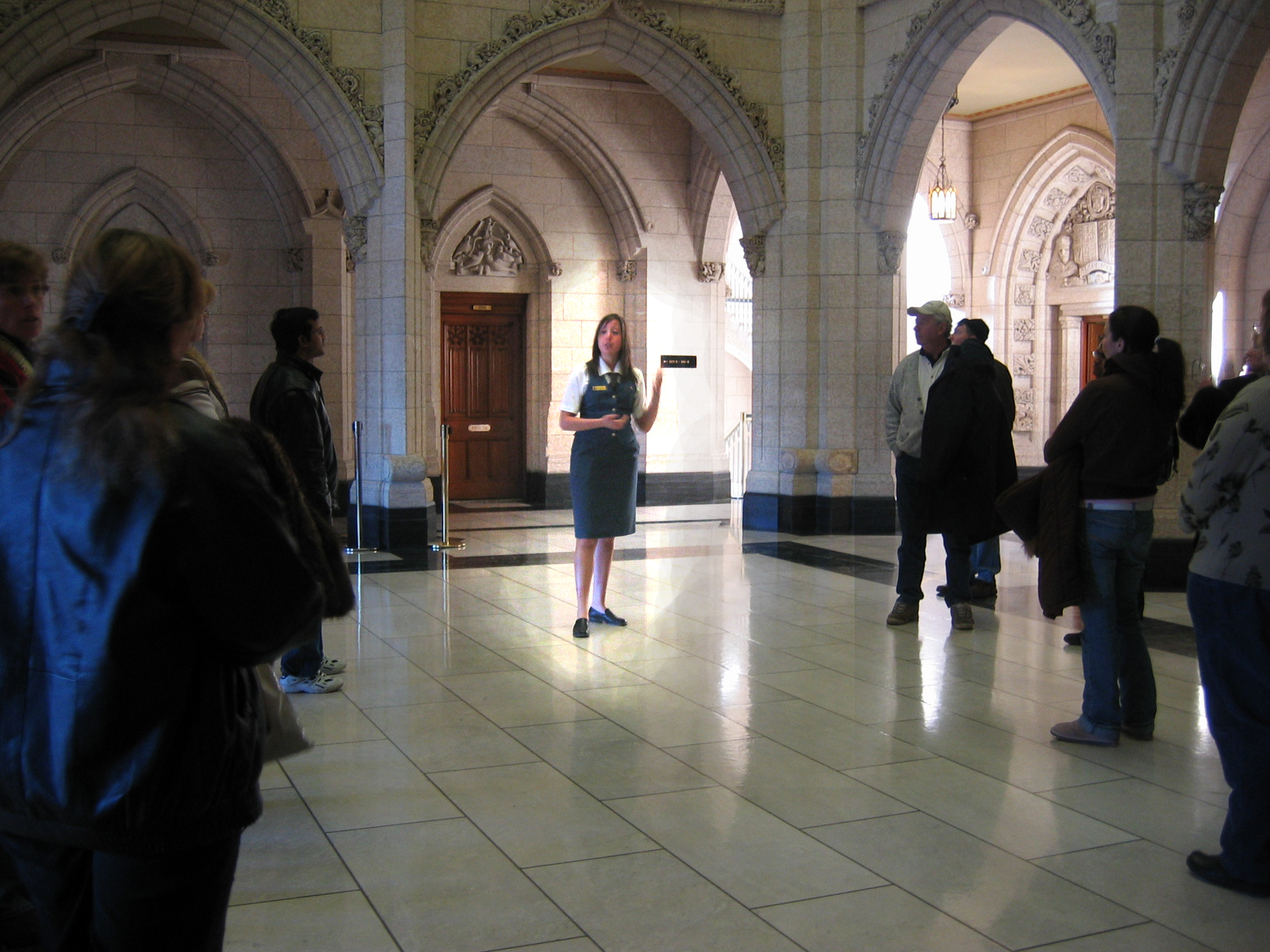
یک راهنمای تور در کانادا

## در اسلام
یکی از نام‌های نیکوی خداوند در اسلام الرشید است که به معنای راهنما، آموزگار و دانای بی‌خطا است.